# دار توبقال للنشر
تأسست دار توبقال للنشر سنة 1985 من طرف كتاب وجامعيين مغاربة. صدرت عناوينها الأولى في 5 نوفمبر 1985. مع حلول سنة 2013 احتفلت دار توبقال للنشر بمرور ثمانية وعشرين سنة على إصداراتها الأولى.

## إصداراتها
تتنوع إصداراتها بالعربية وترجماتها إلى العربية وبالفرنسية، وتتوزع إصداراتها على سلاسل من بينها :
- المعرفة التاريخية
- المعرفة الفلسفية
- المعرفة الأدبية
- المعرفة الاجتماعية
- نصوص أدبية
- المعرفة الاقتصادية
- المعرفة اللسانية
- أعمال جامعية
- علوم وتكنولوجيا

## وصلة خارجية
- الموقع الرسمي لدار توبقال للتوزيع والنشر.